# Brit Smith
Brittany "Brit" Alyse Smith (Wilton, Connecticut, 3 de diciembre de 1985), también conocida anteriormente por su nombre artístico Matisse, es una cantante, compositora, actriz y modelo estadounidense. Formó parte del dúo pop Brit & Alex con su hermana gemela idéntica, hasta su separación en 2010.

## Carrera
Smith comenzó a aparecer en televisión a los seis meses de edad en One Life to Live, y más tarde, en 1996, participó en la película Pinocchio's Revenge. Ya la edad de 15 años, era una popular modelo portavoz de la exitosa marca de cuidado del cabello John Frieda y firmó con la Agencia Ford. Durante este mandato, ella y su hermana gemela Alexia formaron el dúo pop Brit & Alex, donde se hicieron famosos por aparecer en comerciales de televisión para la línea Sheer Blonde de John Freida (donde los fanáticos los conocerían como «The Sheer Blonde Twins»; las gemelas rubias puras) y más tarde firmaron con Interscope Records. También fueron a Inglaterra con la esperanza de establecer una carrera musical allí, pero lograron poco éxito, habiendo alcanzado el puesto 75 en la lista de singles del Reino Unido con «Let It Go» en 2008.
En 2024, la cantante estadounidense JoJo Siwa lanzó una canción titulada «Karma». La canción se volvió viral y recibió comentarios negativos. Esto luego llevó a la filtración de una versión inédita grabada por Smith en 2011. La canción fue elogiada en línea, lo que llevó a Smith a lanzarla oficialmente en todas las plataformas de transmisión. En una entrevista con Page Six, Smith reveló que la canción originalmente estaba destinada a ser su sencillo debut, sin embargo, su sello cambió de planes en el último minuto. A partir de 2024, Smith trabaja en Color Wow pero tiene planes de incursionar nuevamente en la música.

## Música
En 2010, Smith lanzó su primer sencillo «Better Than Her» con Akon como Matisse. Fue escrito y producido por Kevin Rudolf y Jacob Kasher y alcanzó el número uno en la lista Hot Dance Airplay de Billboard. Estaba trabajando en un LP de larga duración homónimo (Matisse) que se lanzaría en 2011.
En julio de 2011, Smith, como Matisse, lanzó un popurrí de canciones de Rihanna en YouTube. El video fue producido por Kurt Hugo Schneider.
En noviembre de 2013, lanzó su debut como solista, titulado «Provocative (hiDhi)» en colaboración con el cantante y rapero estadounidense Will.i.am, pero este pasó desapercibido por el público general debido a su nula promoción. 
En abril de 2024, una de las canciones inéditas de Brit Smith de 2012, «Karma's a Bitch», resurgió y ganó popularidad en TikTok debido a que JoJo Siwa la regrabó y la lanzó como el sencillo «Karma». La canción fue lanzada oficialmente el 15 de abril en plataformas de streaming.